# Senica
Senica este un oraș din Slovacia. Localitatea se află la altitudinea de 208 m deasupra n.m., se întinde pe o suprafață de 50,29 km2 și în 2017 număra 20.342 de locuitori.

## Istoric
Localitatea Senica este atestată documentar din 1217.

## Demografie
| An:                | 1994   | 2004   | 2014   | 2024   |
| ------------------ | ------ | ------ | ------ | ------ |
| Număr de persoane: | 21.038 | 21.028 | 20.352 | 19.137 |
| Diferență:         |        | −0,04% | −3,21% | −5,96% |

| An:                | 2023   | 2024   |
| ------------------ | ------ | ------ |
| Număr de persoane: | 19.280 | 19.137 |
| Diferență:         |        | −0,74% |